# 안성체육공원
안성체육공원(安城體育公園, Anseong Sports Park)은 대한민국 전북특별자치도 무주군에 있는 스포츠 시설이다. 인조잔디 필드와 우레탄 트랙이 갖춰진 경기장이며, 2009년 7월에 준공되었다.

## 참고 문헌
- 〈안성체육공원〉. 《한국향토문화전자대전》. 한국학중앙연구원.[깨진 링크(과거 내용 찾기)]
- “안성체육공원”. 《전라북도 생활체육안내》. 전라북도체육회.
- 《2019년 전국 공공체육시설 현황 (2018년말 기준)》. 대한민국 문화체육관광부. 2020.